# Neocollyris formosana
Neocollyris formosana (лат.) — вид жуков-скакунов рода Neocollyris из подсемейства Cicindelinae (триба Collyridini). Юго-Восточная Азия.

## Распространение
Встречаются в Юго-Восточной Азии: Китай (Фуцзянь), Тайвань.

## Описание
Жуки-скакуны среднего размера (12—16 мм). Синего цвета, голова и переднеспинка ярко-фиолетовые; усики жёлтые с синим металлическим основанием; щупики жёлтого или ярко-коричневого цвета; переднеспинка гладкая, веретеновидная; скульптура надкрылий плотная, неглубокая, однородная, продолженная к вершине; ноги светло-коричневые с фиолетовыми задними бедрами. Тело тонкое стройное, ноги длинные. Верхняя губа с 7 зубцами, два крупных крайних зубца отделены от других лишь небольшим углублением. Переднеспинка удлинённая, сужена впереди и посередине. Надкрылья узкие, выпуклые, густо пунктированы. Обитают на стволах деревьев и кустарников. Биология и жизненный цикл малоизучены.

## Классификация
Вид был впервые описан в 1866 году под названием Collyris formosana Bates, 1866 по типовым материалам с острова Тайвань. Позднее включён в состав рода Neocollyris. Валидный статус подтверждён в ходе ревизии, проведённой в 1994 году французским энтомологом Roger Naviaux (1926—2016).